# Kate Morgan (fantasma)
Kate Morgan (c. 1864 - 1892) foi uma mulher americana que morreu em circunstâncias misteriosas e é considerada pelos moradores como agora assombrando o Hotel del Coronado em Coronado, Califórnia. Ela foi sepultada nas proximidades do cemitério Mount Hope, na Divisão 5, Seção 1.
Kate Farmer nasceu no condado de Fremont, Iowa, por volta do ano de 1864. Sua mãe faleceu em 23 de setembro de 1865 e aos dois anos, a jovem Kate foi enviada para viver com seu avô materno, Joe Chandler.

## Morte
Ela foi achada morta em 29 de novembro de 1892, na escadaria externa do Hotel del Coronado que levava à praia.